# Laughing Stock
Albums de Talk Talk
Spirit of Eden
(1988) Asides Besides
(1998)
Laughing Stock est le cinquième et dernier album du groupe britannique Talk Talk. Il est sorti en 1991 sur le label Verve.
Avec Spiderland de Slint, sorti la même année, il est considéré comme l'un des disques fondateurs du post-rock.

## Contexte
En 1986, le groupe Talk Talk, composé du leader et chanteur Mark Hollis aux côtés du batteur Lee Harris et du bassiste Paul Webb, publie son troisième album The Colour of Spring, marqué par le son plus organique faisant la transition entre la synthpop des premiers albums et l'évolution du groupe vers une musique moins commerciale et plus expérimentale des prochains albums. Si l'album connait un grand succès, suivi d'une tournée mondiale,, le groupe choisit de travailler vers une direction encore moins conventionnelle et commerciale que pour l'album Spirit of Eden (1988). L'album est un montage de longues sessions d'improvisations au studio souvent dans l'obscurité.
Après l'enregistrement de l'album, EMI fait part de ses doutes quant au potentiel commercial de l'album au chanteur en lui demandant de revoir sa copie. Mais le label change d'avis au cours du mois à la livraison des mastering. Malgré l'échec commercial de l'album (mais sera acclamé par la suite), EMI propose au groupe une prolongation de contrat. Néanmoins, le groupe cherche à résilier son contrat. "Je savais à ce moment-là qu'EMI n'était pas la société avec laquelle ce groupe devrait être", a déclaré le manager Keith Aspden à Mojo. "J'avais peur que l'argent ne soit pas là pour enregistrer un autre album." La question est tranchée au tribunal et, après que le groupe obtient gain de cause en appel, se libère du contrat avec EMI.
Par la suite en 1990, alors que le bassiste Mark Webb quitte le groupe, Talk Talk signe chez Verve Records, le label de jazz dérivé de Polydor Records qui avait accueilli autrefois les Mothers of Inventions (groupe de jazz-rock de Frank Zappa dont Mark est fan). Peu de temps après la signature, Talk Talk commence l'enregistrement du nouvel album Laughing Stock et embauchent à nouveaux de nombreux musiciens d'accompagnement aux côtés de l'ingénieur du son Phill Brown et du producteur Tim Friese-Greene tous deux présents sur Spirit of Eden.
Pendant ce temps, EMI publie sans le consentement du groupe la compilation Natural History: The Very Best of Talk Talk (1990) et l'album History Revisited (1991) - une collection de nouveaux mixages de chansons du groupe. Après que Mark a demandé en vain à son ancien label d'annuler la sortie du second album, le groupe poursuit EMI au tribunal en novembre 1991 pour non paiement des droits d'auteur, et obtiendra gain de cause l'année suivante : EMI retire History Revisited de la vente et détruit les exemplaires invendus,. Le manager Keith Aspden espère que ce cas de figure servira d'exemple pour les prochains contrats.

## Enregistrement

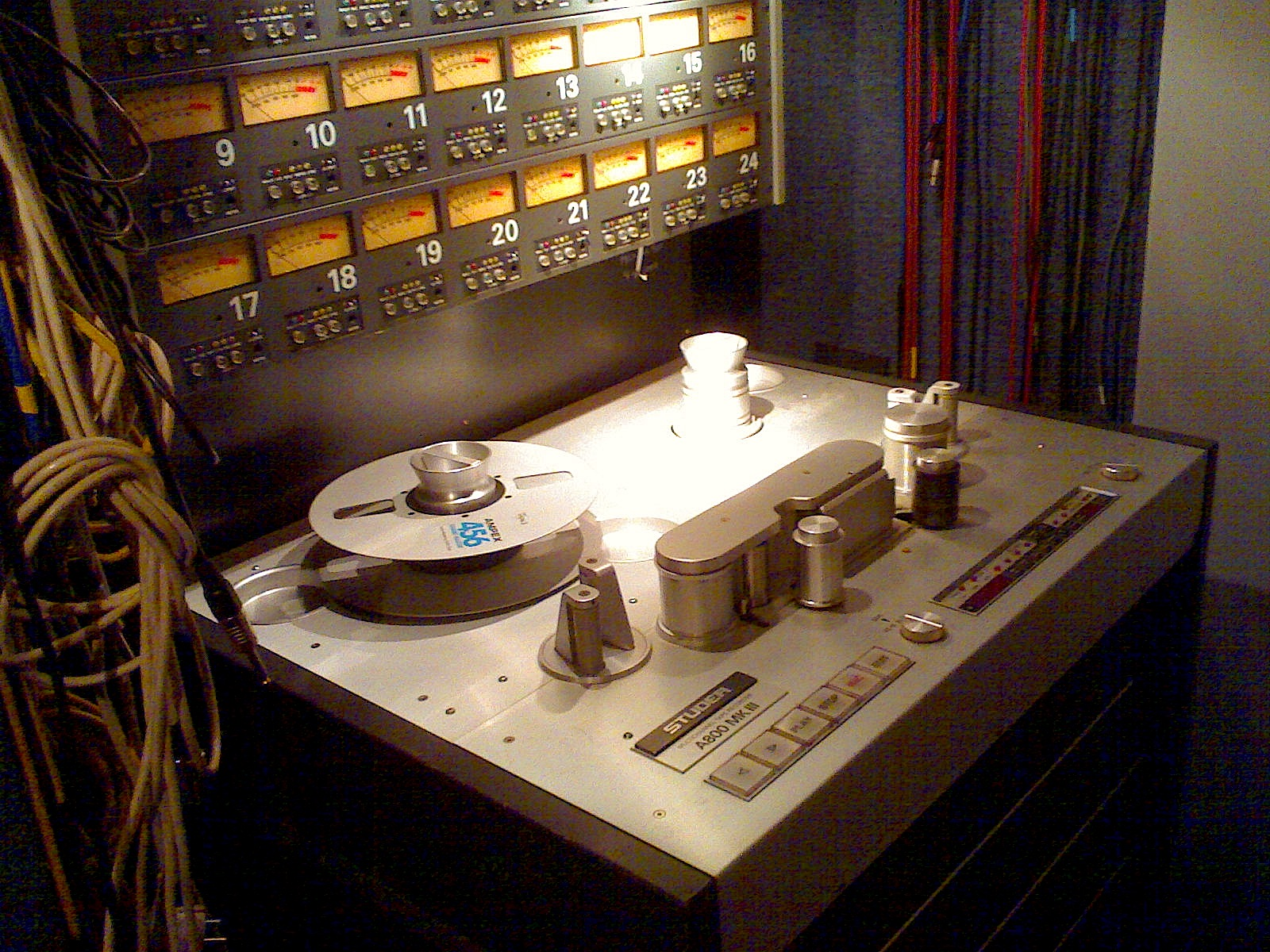
Brown et le groupe ont travaillé avec une machine Studer A800 24 pistes aux formats Dolby SR.

Avec Verve Records garantissant le financement intégral de Laughing Stock et aucune interférence pendant l'enregistrement, le groupe a pleinement profité du contrôle créatif et "s'est enfermé en studio pendant la durée de l'enregistrement". Comme pour l'album précédent du groupe, Laughing Stock a été produit par Tim Friese-Greene et enregistré au Wessex Sound Studios situé dans le nord de Londres avec l'ingénieur Phill Brown et une cinquantaine de musiciens invités, bien qu'un total de seulement dix-huit musiciens invités figurent sur l'album. Travaillant dans un environnement influencé par celui des sessions d'enregistrement de Traffic à partir de 1967 sur lesquelles Brown a travaillé, la vision de Hollis avec Laughing Stock était de "rassembler un groupe de musiciens partageant les mêmes idées" dans le studio où il pourrait ensuite enregistrer la "perspective des instruments à distance physique plutôt qu'en dehors du plateau », après quoi « chaque musicien peut improviser autour d'un thème de base tel qu'il le ressent ». Le processus s'est poursuivi sur une longue période de temps, et finalement l'album a pris un an à être enregistré, bien que ses notes de pochette indiquent qu'il a été enregistré de septembre 1990 à avril 1991. Le disque n'était "complet" que lorsque Hollis a estimé que chaque musicien invité avait " exprimé leur caractère et affiné leur contribution à l'essence la plus pure et la plus véridique."
Le comportement de Hollis pendant l'enregistrement est bien notée; Jess Harvell de Pitchfork a noté que "le processus d'enregistrement a longtemps été décrit comme l'un des plus ardus et des plus enclins à contrôler la plus grande folie de tous les temps". Wyndham Wallace de The Quietus a déclaré que "ce qui s'est passé dans ce studio renforce la conviction que Hollis était en croisade pour repousser les limites et perfectionner son art à une échelle encore plus grande que Spirit of Eden, renforcé par la possibilité de satisfaire ses instincts créatifs les plus extrêmes." Travaillant souvent dans l'obscurité, "il y avait un effort pour créer une ambiance dans le studio sympathique à l'ambiance de l'album", comme le rappelle Aspden, et le groupe a enlevé les horloges des murs, couvert les fenêtres, "mis en place des projections d'huile sur les murs et le plafond, et n'utilisait aucune autre lumière à part un stroboscope", pour créer une atmosphère propice à l'enregistrement.
Les musiciens invités ont été amenés "à improviser sur des sections sans entendre la piste complète. Avec juste une structure d'accords de base tout au plus, ils ont été encouragés à essayer tout ce que leur cœur les encourageait, puis, grâce à la technologie numérique émergente, n'importe quel les résultats jugés appropriés ont été utilisés, parfois dans des endroits pour lesquels ils n'avaient jamais été initialement envisagés. » La plupart des parties enregistrées n'apparaissent pas sur l'album final, Brown explique qu'"il faut une forte capacité pour effacer 80% de la musique que vous enregistrez. Peu sont capable de se débarrasser des "trucs"". Comme pour les albums précédents, Hollis a choisi seul les parties des enregistrements à utiliser et dans quel contexte. Comparé à Spirit of Eden, Laughing Stock a été enregistré avec "une configuration plus conventionnelle des années 1980". Brown et le groupe ont travaillé avec un enregistreur Studer A800 24 pistes avec réduction de bruit Dolby SR, qui, pour simplifier le montage, tournait à 30 pouces par seconde.

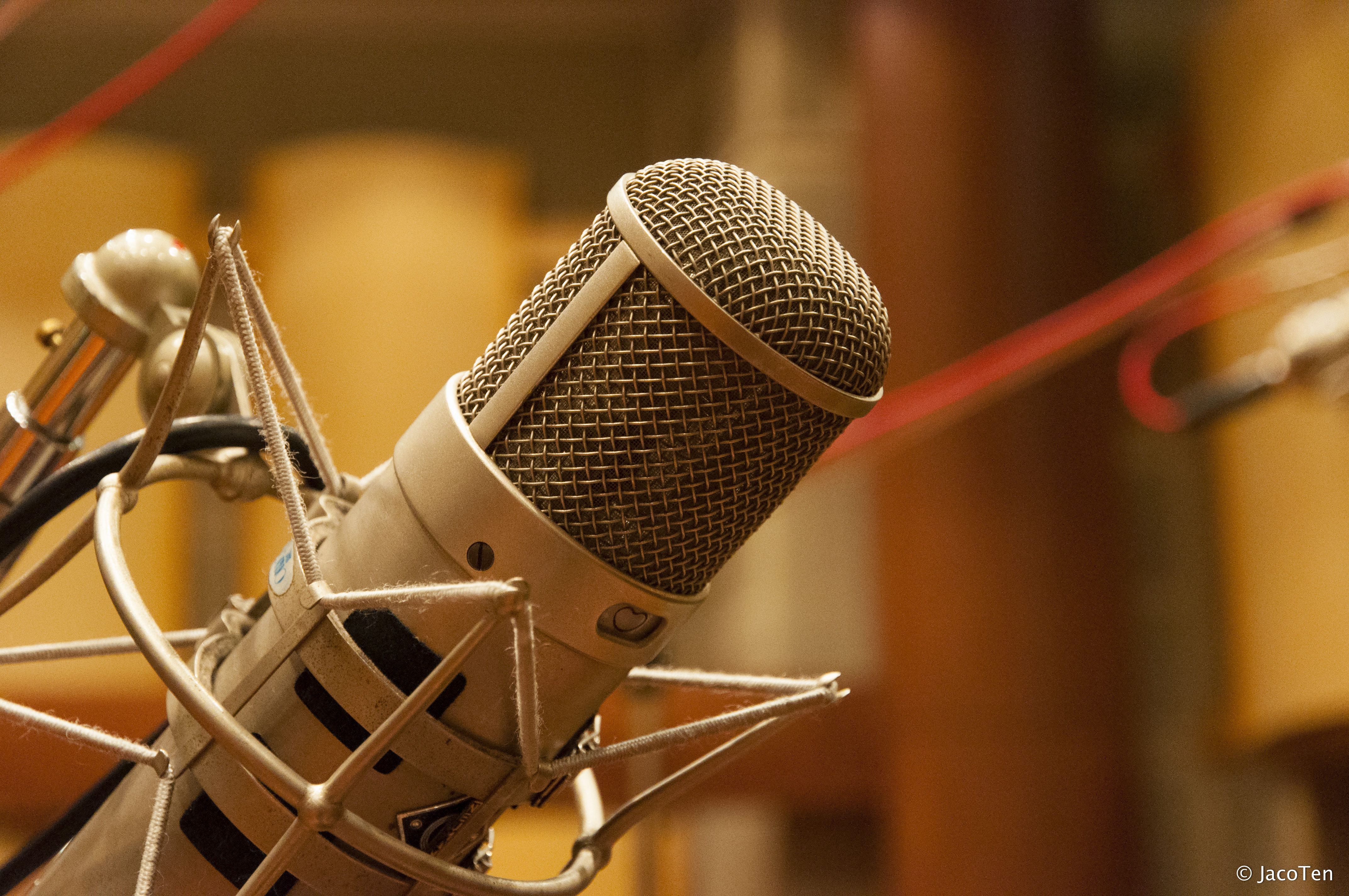
Un microphone Neumann U47 Tube, du genre utilisé pour enregistrer de nombreux composants de l'album.

La batterie de Harris a d'abord été installée contre le mur du fond de la salle d'enregistrement principale du studio et a été enregistrée dans "l'arrangement rock habituel", en utilisant "une dizaine de microphones tous proches des kits - grosse caisse, caisse claire, charleston, toms, prise de son aérienne, prise de son ambiante, etc." À la suite de cela, Brown et Hollis ont loué le Telefunken U47, un microphone à condensateur à large membrane fabriqué par Georg Neumann GmbH dans les années 1949-1965. Ils l'ont choisi parmi une offre de plusieurs micros à valve, qui en plus du U47 comprenait un Neumann U48, M49 et "Tube", aux côtés de "l'ancienne collection Wessex" qui comprenait trois AKG C12A. Ils ont écouté attentivement chacun avant de se fixer sur le U47. Cependant, ils l'ont placé "à 9 mètres des kits près de la fenêtre de la salle de contrôle", ce qui est devenu un problème car la distance physique a déclenché un retard de 26 à 32 millisecondes.
Ayant à ce moment-là créé des pistes d'accompagnement, ils "ont créé des masters Mitsubishi Digital" comme ils l'avaient fait avec Spirit of Eden, bien que cette fois ils aient exploité cinq bandes analogiques, ce qui leur a donné accès à "plus de 120 pistes pour enregistrer des idées". À partir de ce moment, ils ont continué à superposer d'autres textures et instruments, notamment des violoncelles, des pianos, des harmoniums, des guitares, des contrebasses, des altos, de l'harmonica, des percussions, du mélodica, de l'orgue Hammond, du Variophon, de la batterie et, exceptionnellement, un chauffe-eau et une bouilloire. ainsi que des techniques telles que "l'échantillonnage, la mise en boucle, le décalage et l'impair vers l'arrière F / X". Différentes techniques de prise de son à distance ont été utilisées pour ces instruments, les micros étant placés «à 2 mètres des instruments acoustiques et à environ trois mètres 50 des amplificateurs». L'album étant maintenant terminé, ils n'ont utilisé qu'un "ancien écho à ressort, une plaque d'écho EMT et un DDL" pour mixer l'album.

## Analyse musicale
Laughing Stock se compose de six chansons; Steve Sutherland a déclaré que l'album est "divisé en six parties bien qu'il s'agisse en fait d'un long morceau couvrant une évolution des humeurs". Ian Cranna de Q a déclaré que l'album était "encore plus retiré et personnel qu'auparavant". En comparant l'album à Spirit of Eden, Jess Harvell de Pitchfork dit que "les structures des chansons sont encore plus étranges, construites à partir des plus petits gestes musicaux, s'affrontant d'une piste à l'autre, souvent plus improvisées que jamais. L'objectif, assembler un album cohérent de tout ça, a probablement semblé à une chimère à beaucoup de contributeurs au fur et à mesure de sa réalisation." Dans une interview de 1991 avec Melody Maker, Mark Hollis a déclaré: "La dernière chose que je voudrais faire est d'intellectualiser la musique parce que cela n'a jamais été ce dont il s'agissait pour moi. Rien n'a changé par rapport à l'éthique du dernier album et je ne le voudrais jamais changer parce que je ne vois aucun moyen d'améliorer ce processus. Comme avant, le silence est la chose la plus importante que vous ayez, une note vaut mieux que deux, l'esprit est tout, et la technique, bien qu'elle ait une certaine importance, est toujours secondaire."
Hollis a cité les albums Tago Mago de Can, In a Sentimental Mood de John Coltrane – où "on dirait que le mec prépare ses kits" – et New Morning de Bob Dylan comme influences, "parce que là, si vous parlez de sons honnêtes, je ne pense pas que vous puissiez être beaucoup plus honnête que ça. On dirait juste que le groupe est dans la pièce principale avec vous". Dans une interview à la radio avec Richard Skinner au moment de la sortie de l'album, Hollis a déclaré : « Je pense que le silence est une chose extrêmement importante. Ce n'est pas quelque chose dont il faut abuser. Et c'est ma plus grande inquiétude à cause de toute la façon dont les communications se sont développées, qu'il y a une tendance à autoriser ce bruit de fond tout le temps plutôt que de penser à ce qui est important. Le silence est au-dessus de tout, et j'aime mieux entendre une note que deux, et j'aime mieux entendre le silence qu'une note", et selon Wyndham Wallace, "cela aide à expliquer les quinze secondes de sifflement d'amplificateur qui ouvrent la première piste du disque, Myrrhman, les énormes quantités d'espace laissées dans la piste finale Runeii, et le son global concept perfectionné par Friese-Greene et Brown, qui déclarent que la troisième piste After The Flood est "probablement le meilleur enregistrement pour moi au cours des quarante dernières années." La batterie était captée loin de l'instrument, les sons pouvaient résonner dans l'espace du studio, les erreurs faisaient partie intégrante du jeu et la dynamique de l'album est tout à fait authentique, la sensation live d'un disque de jazz."

« Ce n'est jamais une chose avec aucun de ces albums de savoir à quoi ils vont ressembler. C'est plus comme savoir le genre de sensation que vous voulez. Le seul point de départ que nous avions cette fois était juste cette chose de tout le monde travaillant dans leur propre petit fuseau horaire. Vraiment, c'est juste revenir à l'une des deux choses - soit l'éthique du jazz ou vous savez, un album comme Tago Mago par  Can, où le batteur s'est enfermé et s'est éteint et les gens ont réagi à certains moments en cours de route. C'est de la spontanéité arrangée - c'est exactement ce que c'est. »

— Mark Hollis évoquant la réalisation de l'album.
New Grass a été décrit comme "une proposition purement placide et charmante, un orgue électrique et une guitare chantante tournant sans fin autour du rythme cardiaque régulier de la batterie de Harris." Ascension Day, en revanche, est considérée comme la "chanson la plus chaotique et la plus vicieuse" du groupe, décrite par Harvell comme "comme un petit combo de jazz se faisant bousculer par un groupe de noise rock, avec un barrage culminant de percussions qui tombe sur vos oreilles. comme une avalanche avant que la bande audio soit coupée nette". Dans la chanson, Hollis chante le jour du jugement et "sa venue inévitable, en nous disant adieu à tous".
Taphead, "un morceau de musique d'une subtilité magistrale", commence par une simple mélodie de guitare et la "voix vacillante et incertaine" de Hollis, lorsque les claviers s'estompent de manière inattendue ", puis les sons de trompette les plus sombres et les plus chauds, l'un après l'autre, construisant belle harmonie, avec des techniques de tension et de relâchement apparentes tout au long du morceau." Tyler Fisher, le décrivant pour Sputnikmusic, a poursuivi qu '"avec cela, Talk Talk crée un point culminant comme jamais entendu avant ou après. Après une trompette plus frénétique, une batterie légère, une basse et un piano entrent, définissant le moindre groove pour permettre une note de trompette hurlante et la voix de Hollis. Un autre point culminant qui a duré moins d'une seconde. Le contrôle que l'ensemble montre dans Taphead est sans précédent."

## Titres
Toutes les chansons sont de Mark Hollis.
Toutes les chansons sont écrites et composées par Mark Hollis, sauf mention contraire.
| No | Titre           | Auteur                         | Durée |
| -- | --------------- | ------------------------------ | ----- |
| 1. | Myrrhman        |                                | 5:33  |
| 2. | Ascension Day   |                                | 6:00  |
| 3. | After the Flood | Tim Friese-Greene, Mark Hollis | 9:38  |
| 4. | Taphead         |                                | 7:39  |
| 5. | New Grass       |                                | 9:40  |
| 6. | Runeii          |                                | 4:58  |

## Musiciens
- Mark Hollis : chant, guitare, piano, orgue
- Tim Friese-Greene : orgue, piano, harmonium
- Lee Harris : batterie
- Mark Feltham : harmonica
- Levine Andrade, Stephen Tees, George Robertson, Gavyn Wright, Jack Glickman, Wilf Gibson, Garfield Jackson : alto
- Simon Edwards, Ernest Mothle : contrebasse
- Roger Smith, Paul Kegg : violoncelle
- Henry Lowther : trompette, bugle
- Dave White : clarinette basse

## Classements
| Classement                    | Meilleure position |
| ----------------------------- | ------------------ |
| Royaume-Uni (UK Albums Chart) | 26                 |